# Aeglocryptus cleonis
Aeglocryptus cleonis là một loài tò vò trong họ Ichneumonidae.